# Наттандія (підрозділ окружного секретаріату)
Підрозділ окружного секретаріату Наттандія — підрозділ окружного секретаріату округу Путталам, Північно-Західна провінція, Шрі-Ланка. Складається з 47 Грама Ніладхарі.